# Masna Luka
Masna Luka (en cyrillique : Масна Лука) est un village de Bosnie-Herzégovine. Il est situé dans la municipalité de Posušje, dans le canton de l'Herzégovine de l'Ouest et dans la fédération de Bosnie-et-Herzégovine. Selon les premiers résultats du recensement bosnien de 2013, il abrite une population inférieure ou égale à 10 habitants.

## Géographie

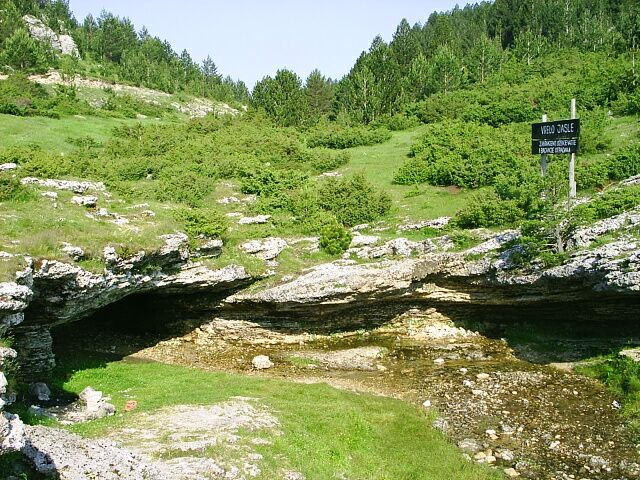
La source de la rivière Jasla à Masna Luka

## Nature
Sur le territoire du village se trouve la réserve forestière de Masna Luka, créée en 1966, qui est inscrite sur la liste des aires protégées de Bosnie-Herzégovine. Cette réserve est située dans le parc naturel de Blidinje.

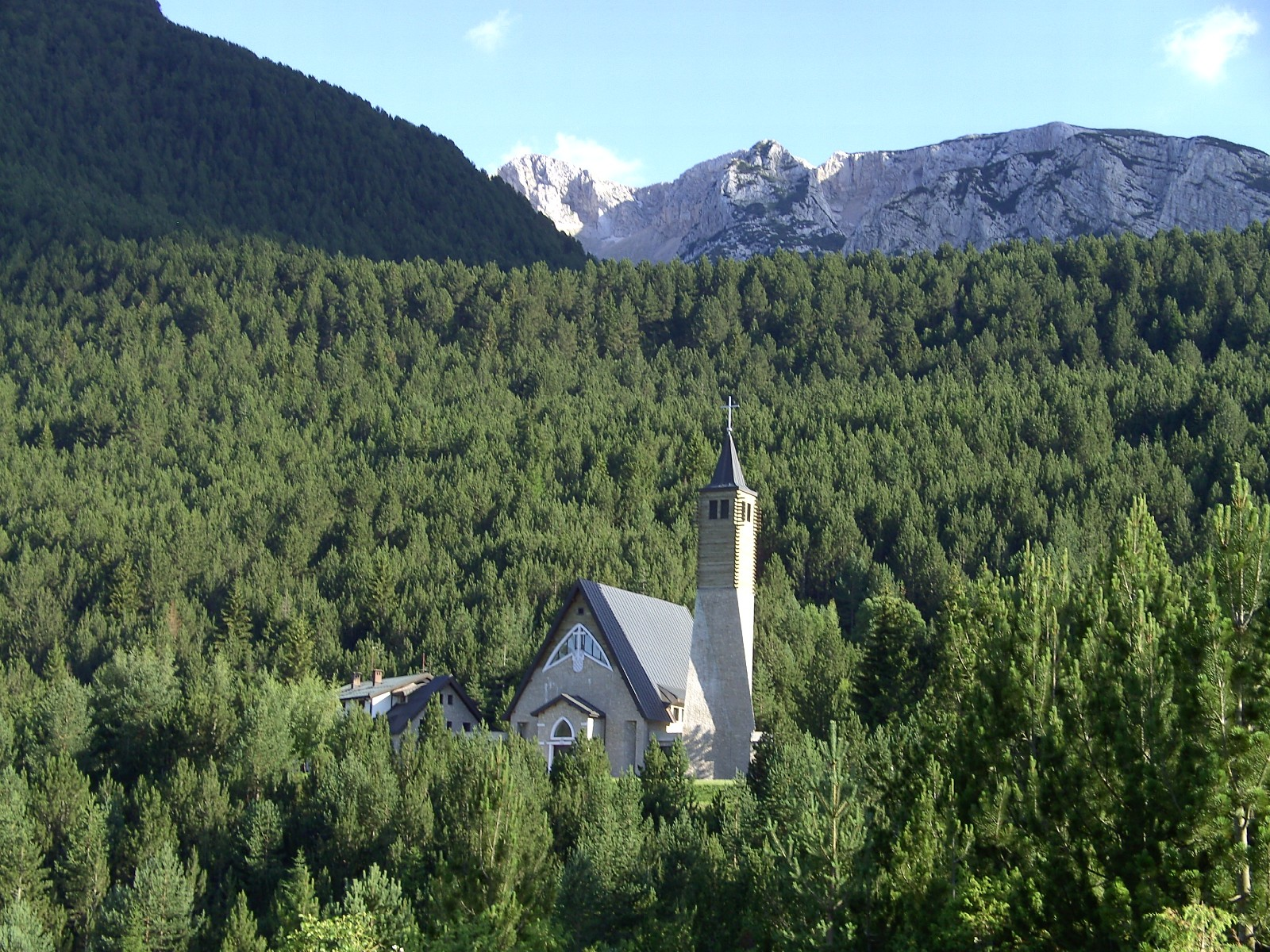
Vue de la réserve forestière de Masna Luka